# Granulomatose com poliangiite
Granulomatose com poliangiite, anteriormente denominada Granulomatose de Wegener ou doença de Wegener, é uma rara doença autoimune, ou seja, uma doença que ataca elementos constitutivos normais do corpo humano, fazendo com que nossos anticorpos ataquem a nós mesmos. É importante ressaltar que a denominação anterior de granulomatose de Wegener prestigiava Friederich Wegener, médico alemão ardoroso filiado ao partido nazista, grande admirador de Hitler e com amplo conhecimento das atrocidades contra judeus e outras minorias. A Granulomatose com poliangiite é uma forma de vasculite, que é uma inflamação dos vasos sanguíneos, provocada pelo próprio sistema imunológico, afetando principalmente rins e pulmões, apesar de eventualmente atingir outros órgãos.

## Sinais e sintomas
Os sinais e sintomas da granulomatose com poliangiite se desenvolvem ao longo de várias semanas ou meses, começando no sistema respiratório e podem piorar rapidamente quando afetam os vasos sanguíneos. Os mais comuns são:
- Congestão, infecções e hemorragias nasais
- Sinusite
- Tosse, às vezes com catarro sangrento
- Falta de ar ou pieira
- Febre
- Fadiga
- Dormência nos membros, dedos ou dedos do pé
- Perda de peso
- Sangue na urina (hematúria)
- Feridas na pele ou hematomas
- Vermelhidão, ardor ou dor ocular
- Infecções de ouvido (otite)

As complicações podem incluir:
- Perda de audição
- Cicatrizes da pele
- Danos cardíacos e renais
- Trombose venosa profunda

## Diagnóstico
Ao detectar sinais de inflamação, tais como um elevado nível de Proteína c-reativa, ou uma taxa de sedimentação de eritrócitos alta, deve-se descartar outras causas, e detectar sinais de autoimunidade como anticorpo antinuclear citoplasmáticos (c-ANCA) e biópsia com grande quantidade de leucócitos.

## Epidemiologia
A incidência é de cerca de 8,5 casos por milhão de habitantes, por ano. Cerca de 90% dos casos ocorrem em pacientes brancos, mais comum entre os 40 e 65 anos, ainda que casos em pacientes mais jovens tenham sido relatados na literatura médica.

## Tratamento
Não possui cura, mas os sintomas podem ser reduzidos com a administração de corticosteroides, como prednisona, ou com outros fármacos imunossupressores, como a ciclofosfamida, azatioprina e metotrexato. Enquanto os imunossupressores são usados, deve-se utilizar também um antibiótico diário, como cotrimoxazol, para prevenir infecção, e ácido fólico, para prevenir feridas de pele. Outra opção para o tratamento da granulomatose com poliangeíte é o rituximabe (Rituxan) combinado com glicocorticoides. O rituximab é um anticorpo monoclonal anti-CD20, administrado por injeção na veia, que causa a depleção dos linfócitos B, responsáveis pela produção do anticorpo antinuclear citoplasmáticos (c-ANCA). 

## História
Peter McBride (1854-1946), médico escocês, descreveu os sintomas da doença pela primeira vez em um jornal médico inglês, relatando especificamente a deformação nasal que a doença pode gerar. Heinz Karl Ernst Klinger (1907-) chegou a descrever outras características que apontam para a doença, mas o quadro geral só foi apresentado e formalizado por Friedrich Wegener (1907-1990), um patologista alemão, que reportou a doença em 1936 e 1939.